# Astaena excisipes
Astaena excisipes är en skalbaggsart som beskrevs av Saylor 1947. Astaena excisipes ingår i släktet Astaena och familjen Melolonthidae. Inga underarter finns listade.